# Papo de Segunda
Papo de Segunda é um programa de televisão brasileiro, onde os integrantes debatem assuntos atuais e atemporais, trazendo pontos de vista distintos sobre o comportamento humano e a sociedade sob ponto de vista masculino. É veiculado no canal GNT.

## Formato
Os apresentadores frequentemente recebem convidados, presencial ou remotamente, que auxiliam na construção do debate, contribuindo com seus conhecimentos e experiências. Os debates vem sob uma ótica não tão falada no universo masculino.
O programa é exibido às segundas-feiras no GNT, e sua formação atual tem como protagonistas o ator Eduardo Sterblitch, o cantor Russo Passapusso, o ator e comediante João Vicente de Castro e o filósofo e escritor Chico Bosco.
As temporadas anteriores já contaram com o rapper Emicida, o ator e comediante Fábio Porchat, o cantor e compositor Leo Jaime, o ator e apresentador Marcelo Tas, o jornalista Xico Sá, Manoel Soares, Vladimir Brichta e o compositor KondZilla.

## Apresentação
| João Vicente de Castro |
| Xico Sá                |
| Leo Jaime              |
| Marcelo Tas            |
| Fábio Porchat          |
| Emicida                |
| Francisco Bosco        |
| Manoel Soares          |
| KondZilla              |
| Vladimir Brichta       |
| Eduardo Sterblitch     |
| Russo Passapusso       |